# Aboncourt (Moselle)

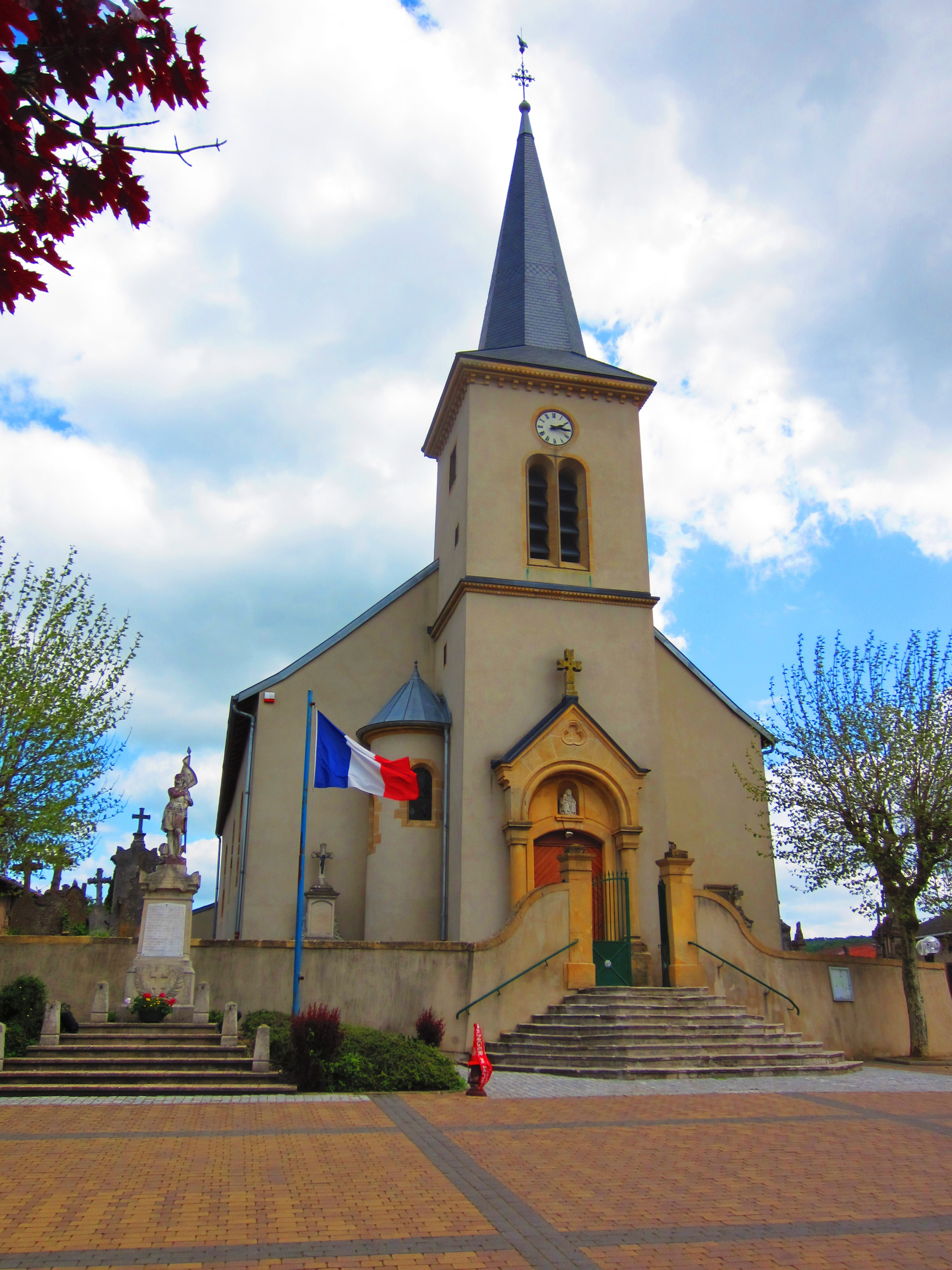
Kirche St. Lukas

Aboncourt (deutsch Endorf, lothringisch Aubonco) ist eine französische Gemeinde mit 318 Einwohnern (Stand 1. Januar 2022) im Département Moselle in der Region Grand Est (bis 2015 Lothringen).

## Geographie
Die Gemeinde Aboncourt liegt in Lothringen im Tal der Canner, etwa 18 Kilometer südöstlich von Thionville (Diedenhofen).

## Geschichte
Der Ort wurde erstmals 1147 als Epindorf erwähnt. Es gehörte früher zum Herzogtum Lothringen.
Durch die Bestimmungen im Friede von Vincennes wurde Sierck „mit seinen dreißig Dörfern“, darunter auch  Aboncourt, 1661 Frankreich einverleibt.
Durch den Frankfurter Frieden vom 10. Mai 1871 kam die Region an das deutsche Reichsland Elsaß-Lothringen, und das Dorf wurde dem Kreis Château-Salins im Bezirk Lothringen zugeordnet. Das Dorf hatte eine Ziegelei sowie Getreide-, Hopfen- und Obstbau. Nach dem Ersten Weltkrieg musste die Region aufgrund der Bestimmungen des Versailler Vertrags 1919 an Frankreich abgetreten werden. Im Zweiten Weltkrieg war die Region von der deutschen Wehrmacht besetzt.
Zur Gemeinde Aboncourt gehört auch das südlich gelegene Dorf Neudelange (Nödlingen).

### Bevölkerungsentwicklung
| Jahr      | 1962 | 1968 | 1975 | 1982 | 1990 | 1999 | 2013 | 2019 |
| Einwohner | 327  | 287  | 240  | 338  | 337  | 346  | 372  | 330  |

## Verkehr
Aboncourt liegt an der größtenteils stillgelegten Bahnstrecke Merzig–Bettelainville.

## Sehenswürdigkeiten
- Kirche Saint-Luc (St. Lukas)